# ريكس براون
ريكس براون (بالإنجليزية: Rex Brown)‏ هو منشد وموسيقي وعازف قيثارة أمريكي، ولد في 27 يوليو 1964 في غراهام في الولايات المتحدة.

## وصلات خارجية
- الموقع الرسمي
- ريكس براون على موقع IMDb (الإنجليزية)
- ريكس براون على موقع ميوزك برينز (الإنجليزية)
- ريكس براون على موقع إن إن دي بي (الإنجليزية)
- ريكس براون على موقع أول ميوزيك (الإنجليزية)
- ريكس براون على موقع ديسكوغز (الإنجليزية)
- ريكس براون على موقع قاعدة بيانات الفيلم (الإنجليزية)